# Naran (distrikt)
Naran är ett distrikt i Mongoliet. Det ligger i provinsen Süchbaatar, i den östra delen av landet, 600 km sydost om huvudstaden Ulan Bator.